# داکوایز
داکوایز (انگلیسی: Dockwise) شرکت ترابری هلندی است، که در سال ۱۹۹۳ تأسیس شد و هم‌اکنون زیرمجموعه شرکت بوسکالیس می‌باشد.